# Cacomorphocerus jantaricus
Cacomorphocerus jantaricus (лат.) — ископаемый вид жуков-мягкотелок рода Cacomorphocerus. Обнаружены в янтаре Европы (Россия, Балтийский янтарь, возраст около 35 млн лет). Мелкие жуки, длина тела от 6,5 до 9,0 мм (в основном, коричнево-чёрного цвета). Вид был впервые описан в 2010 году польскими колеоптерологами А. Кушкой (Antoni Kuśka, 1940—2010; Department of Biological Sciences, Academy of Physical Education Katowice, Катовице, Польша) и Ивоной Каня (Iwona Kania; University of Rzeszów, Жешув) под первоначальным названием Hoffeinsensia jantarica Kuśka & Kania, 2010. Родовое название Hoffeinsensia было дано в честь собственников янтарной коллекции с описанным инклюзом – Christel и Hans Werner Hoffeins (Гамбург, Германия). В 2013 году таксон включён в состав рода Cacomorphocerus Schaufuss, 1892 вместе с видом Cacomorphocerus cerambyx Schaufuss, 1892.